# ザーレ
ザーレ（アラビア語: زحلة ザフレ、Zahlé）は、レバノン第五の都市で、ベッカー県の県都である。首都のベイルートから東へ52kmの場所に位置している。車で約1時間強かかる。
人口は約8万人で、ほとんどの住民はクリスチャンである。ザーレはベッカー谷の橋と呼ばれている。澄んだ空気とリゾート地として名が知られている。

## 姉妹都市
- ロサリオ アルゼンチン
- シャンパーニュ フランス
- ベロオリゾンテ ブラジル